# Clathria elegans
Clathria elegans är en svampdjursart som beskrevs av Vosmaer 1880. Clathria elegans ingår i släktet Clathria och familjen Microcionidae. Inga underarter finns listade i Catalogue of Life.